# Tràfic de dones

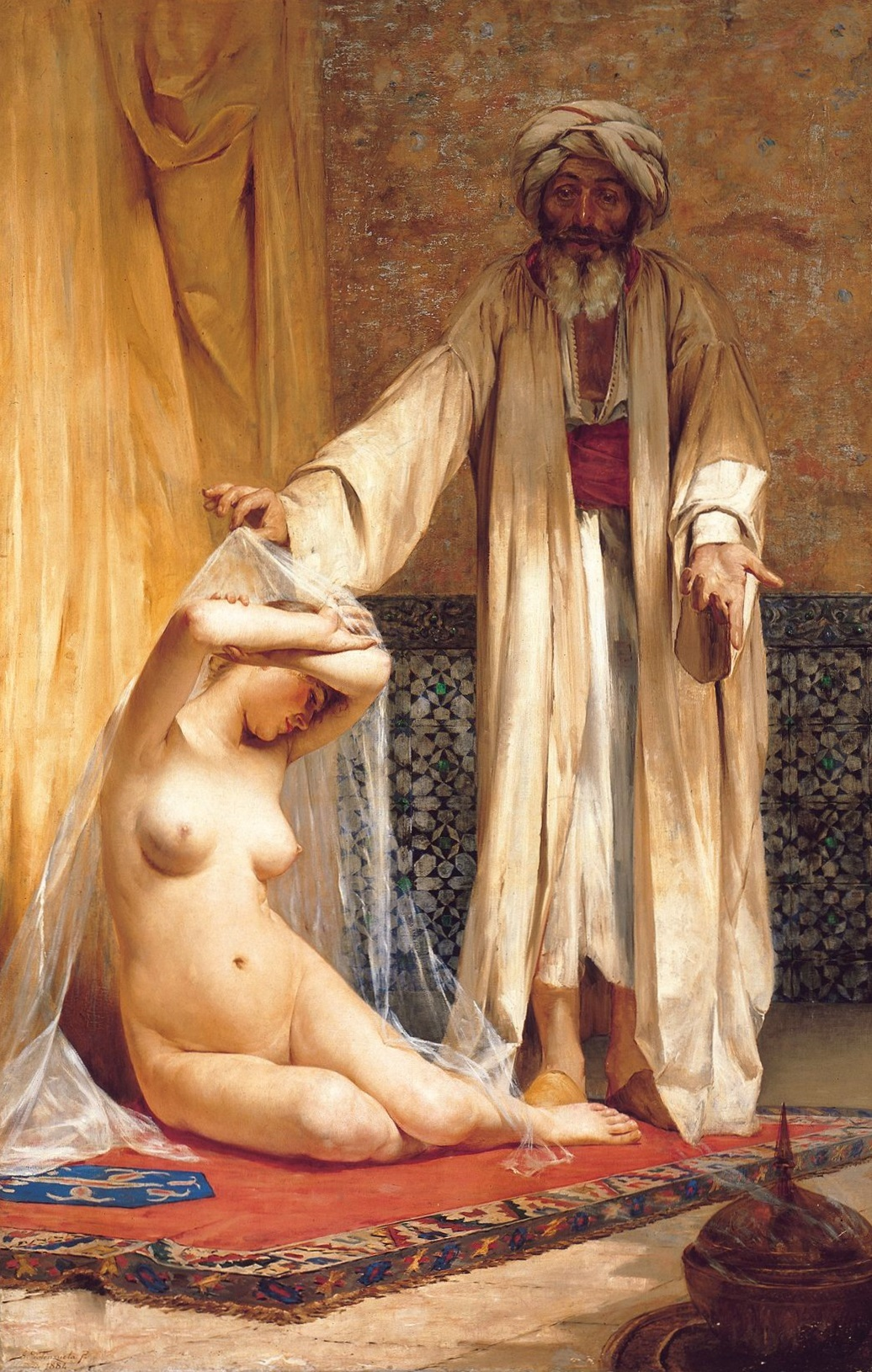
La perla del mercader, Alfredo Valenzuela Puelma, 1884.

El tràfic de dones és una de les modalitats del tràfic de persones més practicades al món. El tràfic de dones en la seva essència, es presta l'esclavitud sexual i a la venda de la dona com a objecte sexual.
Segons Informe d'Amnistia Internacional, el tràfic de persones és una de les formes il·legals més lucratives en el mercat mundial. Dades de l'OIT (Organització Internacional del Treball) estimen que el tràfic humà mogui per any prop de 32 mil milions de dòlars.
La Convenció de Palerm, un dels pocs marcs legals que aborden el tracte de persones, el defineix com el reclutament, el transport, la transferència, l'allotjament de persones utilitzant-se d'amenaça, ús de la força, formes de coacció i abús d'autoritat sobre situacions de vulnerabilitat per a fins d'explotació.
Segons càlculs de l'Institut Europeu per al Control i Prevenció del Crim, prop de 500 mil persones són traficades de països més pobres per a aquest continent per any. Pel que fa a el tràfic de persones per a fins sexuals, s'estima que el 98% de les víctimes a tot el món són dones.
Per a qui realitza aquest tipus d'explotació, l'activitat té baixos riscos i alts èxits. Les dones traficades entren al seu país de destinació amb visat de turista i l'acció de l'explotació sexual moltes vegades és camuflada en els registres per activitats legals com l'agència de models, mainaderes, cambreres o ballarines.
Poques de les dones víctimes d'aquest crim tenen consciència que la migració es destina a l'explotació sexual. De vegades elles romanen en una presó privada, sota permanent vigilància, a més de patir prejudici i discriminació per part dels clients i dels propietaris dels establiments.
Se sap que aquestes dones treballen de 10 a 13 hores diàries en el mercat del sexe, no podent rebutjar clients i sent sotmeses a l'ús abusiu de drogues i alcohol per a romandre despertes. Elles acaben sense reconèixer-com traficades, no s'adonen de la greu explotació que pateixen, només admeten que van ser enganyades.
El trànsit per a fins d'explotació sexual porta irreversibles conseqüències a les dones. Aquestes queden exposades a tota mena de malalties de transmissió sexual, inclusivament a virus VIH, pateixen atacs físics per part dels clients, són atacades sexualment pels reclutadors, han de lidiar amb constants amenaces o intimidacions per tot el període que romanen en règim d'esclavitud sexual, a més de destinar tots els diners que recapten per pagar el deute contret amb els proxenetes.
Per a l'Associació per a la Prevenció i Reinserció de la Dona Prostituïda (APRAMP) la situació de les brasileres inserides en aquest mercat d'explotació mereix atenció. La institució alerta que el Brasil és avui el país amb major nombre de dones traficades per a fins sexuals de Sud-amèrica. Dades de la Investigació Nacional sobre el Tràfic de dones, Nens i Adolescents (PESTRAF) comptabilitzen 110 rutes nacionals i 131 rutes internacionals, sent 32 d'aquestes per a Espanya.
El més alarmant és que es va detectar que ve augmentant la quantitat de brasileres que entren en els països de llengua llatina d'Europa per a fins d'explotació sexual. D'elles, moltes estan patint una nova forma d'explotació: la revenda. Les dones romanen un petit període, menys de vint-i-vuit dies, en un establiment de prostitució, de seguida són revenudes a altres establiments amb la finalitat de portar noves possibilitats d'elecció dels clients. Per l'estudiosa de l'assumpte Ia vaig matar, l'augment d'aquest comerç de canvi és conseqüència de la relació de traficants de narcòtics amb l'explotació sexual, portant a aquest ram l'administració en xarxa i la renovació de mercaderia per lucrar més.
La protecció complementària contra el tràfic sexual de nens està assegurada a través del Conveni del Consell d'Europa sobre la protecció dels nens contra l'explotació i l'abús sexuals (signat a Lanzarote, 25 d'octubre de 2007). La Convenció va entrar en vigor l'1 de juliol de 2010. Al novembre de 2020, la convenció ha estat ratificada per 47 estats, amb Irlanda signada però encara no ratificada.

## Estadístiques
El Tracta de dones és crim en la major part dels països, incloent-hi Brasil, el que no impedeix la seva pràctica. D'acord amb l'Organització de les Nacions Unides, prop de 2,5 milions de persones són venudes cada any i d'aquestes, el 80% són dones i víctimes del tràfic sexual.
El trànsit d'esclaves blanques continua a tot vapor a Israel, on prop de dos mil joves originàries de l'ex-URSS van ser portades a la força els últims anys i obligades a prostituir-se. D'acord amb el llibre "In Foreign Parts: Trafficking in Women in Israel" (A Regions Estrangeres: traficant Dones a Israel), d'Ilana Hammerman, publicat el 2004, milers de dones són segrestades anualment, la majoria de Rússia, Ucraïna, Moldàvia, Uzbekistan i la Xina, i comercialitzades a Israel.